# Estación Juntas
Juntas fue una estación ferroviaria ubicada en la localidad homónima, correspondiente al ramal Paloma-Juntas, siendo la estación terminal de dicha vía. Actualmente la estación no presta servicios.

## Historia
La estación inició su construcción en 1912 como parte de las obras del nuevo ramal que se iniciaba en la estación Monte Patria, siendo inaugurada en 1915. Estaba ubicada en el sector donde se unían los ríos Grande —también denominado Huatulame— con el río Rapel.
Santiago Marín Vicuña indica que la estación Juntas estaba ubicada a una altitud de 505 m s. n. m. Hacia 1946 desde la estación partían 5 trenes por semana.
Tras su cierre a inicios de los años 1950, el edificio de la estación pasó a ser ocupado por la Escuela G-223 Juntas.